# Albany (Ohio)
Pour les articles homonymes, voir Albany.
Albany est un village américain situé dans le comté d'Athens, dans l'Ohio. Selon le recensement de 2020, sa population est de 917 habitants.